# جيش المنطقة الوسطى

خريطة إسبانيا في نوفمبر 1938. باللون الوردي المنطقتين تحت سيطرة الجمهوريين.

مجموعة جيش المنطقة الوسطى ، (بالإسبانية: Grupo de Ejércitos de la Región Central)‏  ( GERC ) ، كان تشكيلًا عسكريًا للجيش الجمهوري الأسباني خلال المرحلة الأخيرة من الحرب الأهلية الإسبانية . جمعت أقوى قسم من الجيش الجمهوري واستمرت حتى الاستسلام 1939 . كان الجيش تحت قيادة الجنرال خوسيه ميايا مينانت، بطل الدفاع عن مدريد .
|  |